# 遠藤麻未
遠藤麻未（日语：／ Endō Asami），日本女性動畫師。出身於愛知縣名古屋市。

## 來歷、人物
1979年，她與動畫導演長濱忠夫介紹認識的高橋資祐一起成立了動畫工作室。並在1980年代擔任Studio Pierrot許多作品的作畫監督。特別是從第1話一開始就擔任電視動畫《福星小子》的作畫監督，以其出色的作畫表現而聞名於世。自1990年代以來，她主要以本名、從事原畫工作。

## 參加作品

### 電視動畫
- 尼爾斯的不可思議之旅（1980年，第二原畫）
- 真知子老師（1981年—1983年，原畫）
- 福星小子 (1981年版)（1981年—1986年，作畫監督、原畫）
- 靈犬雪麗（1981年—1982年，原畫）
- 魔法天使奶油麻美（1983年—1984年，作畫監督、原畫）
- 魔法妖精貝露莎（1984年—1985年，作畫監督、原畫）
- 搞怪拍檔（1985年，原畫）
- 光之傳說（1986年，作畫監督、原畫）
- 相聚一刻（1986年—1988年，原畫）
- 極速悍將（日语：F (漫画)）（1988年—1989年，原畫）
- 小松君 (1988年版)（1989年，原畫）
- 比利犬（日语：ビリ犬）（1989年，原畫）
- 亂馬½系列（1989年，作畫監督、原畫）
  - 亂馬½（第1期：1989年，原畫、作畫監督）
  - 亂馬½ 熱鬥篇（第2期：1989年—1992年，作畫監督、原畫）
- 平成天才傻鵬（日语：平成天才バカボン）（1990年，原畫）
- 幽☆遊☆白書（1992年—1995年，原畫）
- 勇者傳說達鋼（1992年，原畫）
- 勇者特急隊（1993年，原畫）
- NINKU -忍空-（1995年—1996年，原畫）
- 熱鬥小馬（1996年—1997年，原畫）
- 名偵探柯南（1996年—，原畫）[注 1]
- 烏龍派出所（1996年—2004年，原畫）
- 魔法提琴手（1996年—1997年，原畫）[注 1]
- 寶可夢系列
  - 神奇寶貝（1997年—2002年，原畫）[注 1]
- 少女革命歐蒂娜（1997年，原畫）[注 1]
- 靈異獵人（1997年，原畫）[注 1]
- 魔法陣都市（1998年，原畫）[注 1]
- 玲音（1998年，原畫）[注 1]
- 槍神Trigun（1998年，原畫）[注 2]
- 危險調查員（1998年，原畫）
- 波波羅古洛伊斯物語（1998年—1999年，原畫、OP原畫）
- 海盜媽寶（日语：宇宙海賊ミトの大冒険）（1999年，原畫）[注 1]
- 十兵衛 -心形眼罩的秘密-（1999年，原畫）
- 魔法使Tai！（1999年，原畫）
- NieA_7（日语：NieA_7）（2000年，原畫）[注 1]
- 隨風飄的月影蘭（2000年，原畫）
- 犬夜叉（2000年—2004年，原畫）
- 遊☆戲☆王 怪獸之決鬥（2000年—2004年，原畫）[注 1]
- 光劍星傳EX（2001年，原畫）
- ANGELIC LAYER 天使領域（2001年，原畫）[注 1]
- 人造人009 THE CYBORG SOLDIER（2001年—2002年，原畫）
- 小小雪精靈（2001年—2002年，原畫）[注 1]
- 笑園漫畫大王 THE ANIMATION（2002年，原畫）[注 1]
- 真·女神轉生D 惡魔之子 光之書與闇之書（2002年—2003年，原畫）
- 波波羅古洛伊斯物語（2003年—2004年，原畫、OP原畫）[注 1]
- 真珠美人魚（2003年—2004年，原畫）[注 1]
- 機動新撰組 萌之劍TV（2005年，原畫）
- 極上生徒會（2005年，原畫）
- 甲蟲王者 森林居民的傳說（2005年—2006年，原畫）
- 不平衡♥抽籤（2006年，原畫）
- 幻影少年（2008年，原畫）
- 秘密 ～The Revelation～（2008年，原畫）
- ef - a tale of melodies.（2008年，原畫）
- 夕陽染紅的坡道（2008年，原畫）
- 秀逗魔導士EVOLUTION-R（2009年，原畫）
- 蒼天航路（2009年，原畫）
- 真魔神 衝擊！Z篇（2009年，第2原畫）
- 大正野球娘。（2009年，原畫）
- 吸血鬼同盟（2010年，原畫）
- 交響情人夢 最終篇（2010年，動畫）[注 3]
- 夏目友人帳 肆（2012年，原畫）
- Happiness Charge 光之美少女！（2014年，原畫）
- 俺物語!!（2015年，原畫）
- 小桃小栗 Love Love物語（2016年，原畫）
- 魔物獵人物語（2017年，原畫）
- DRIVE HEAD 救援特警隊（2017年，原畫）
- 正確的卡多（2017年，原畫）
- Dies irae（2017年，原畫）
- 普通攻擊是全體二連擊，這樣的媽媽你喜歡嗎？（2019年，原畫、第二原畫）
- ORIENT 東方少年（2022年，原畫）
- 福星小子 (2022年版)（2022年，原畫）
- 異世界悠閒農家（2023年，原畫）

### OVA
- The 超女（1986年，原畫）
- 微笑標的（1987年，原畫）
- 魔靈公主（1996年—1998年，原畫）
- 魔域幽靈（1997年—1998年，原畫）[注 1]
- 網球王子OVA 全國大會篇（2006年，原畫）

## 相關項目
- 日本動畫師列表（日语：アニメ関係者一覧）
- SCK（次文化王國 - ZIP-FM） （页面存档备份，存于）節目單元嘉賓出演（2018年5月）

## 腳註